# شانس اخلاقی
شانس اخلاقی، موقعیت‌هایی را توصیف می‌کند که در آن‌ها، فرد به خاطر رفتارش سرزنش شده یا مورد تشویق قرار می‌گیرد، در حالی‌که به نظر می‌رسد نسبت به آن رفتارها کنترل کاملی ندارد. به عنوان مثال فرد ممکن است به شکل ژنتیکی یا بر اثر آموزش‌های محیطی، دارای خصوصیتی همچون حسادت باشد. این فرد کنترلی بر روی ژنتیک و آموزش‌های خود نداشته، اما همچنان رفتارهای حسادت‌آمیزش مورد سرزنش اخلاقی ما قرار می‌گیرد.
آنچه مسئلهٔ شانس اخلاقی را تبدیل به موضوعی مناقشه‌برانگیز در فلسفه اخلاق می‌کند، این است که طبق قاعده‌ای کلی که می‌توان آن را «اصل کنترل» نامید، ما تنها زمانی می‌توانیم دربارهٔ چیزی مورد قضاوت اخلاقی قرار بگیریم، که بر آنچه درباره‌اش قضاوت می‌شویم کنترل داشته بوده باشیم. در طرف مقابل، به نظر می‌رسد موقعیت‌های متعددی وجود دارند که در آن‌ها، ما افراد را دربارهٔ چیزهایی قضاوت می‌کنیم، که به فاکتورهایی خارج از کنترل آن‌ها وابسته است. مسئله زمانی پیچیده‌تر می‌شود که ببینیم با پذیرش «اصل کنترل»، حتی می‌توان تا جایی پیش رفت که ادعا کرد قضاوت کردن اخلاقی افراد، به کلی ناممکن است چرا که همواره در تمام موقعیت‌ها، فاکتورهایی خارج از کنترل افراد وجود دارد.

## تاریخچه
نخستین بار، ایمانوئل کانت، مطرح کرد که اخلاق، امری مطلق است و شانس در آن نقشی ندارد. این ایده تا زمانی که برنارد ویلیامز، مقالهٔ معروف خود با عنوان «شانسِ اخلاقی» را در دههٔ ۸۰ میلادی منتشر کرد، ایده‌ای پرطرفدار بود. اما به زودی با صورت‌بندی‌ای که ویلیامز و سپس تامس نیگل از این مسئله ارائه دادند، این موضوع تبدیل به یکی از مسئله‌های مناقشه‌برآمیز فلسفهٔ اخلاق شد.

## نمونه‌ها
چه موقعیت‌هایی وجود دارند که در آن‌ها شانس، در موقعیت‌های اخلاقی وارد می‌شود؟ نیگل در مقاله ۱۹۷۹ خود، چهار نوع متفاوت از نقش شانس در موقعیت‌های اخلاقی را توصیف می‌کند.

### شانس حاصل از شرایط
مثالی شناخته‌شده از این نوع شانس را می‌توان در مقاله نیگل پیدا کرد. نازی‌ها و طرفداران‌شان را در زمان حکمرانی آدولف هیتلر در آلمان نازی تصور کنید. این افراد به دلیل انجام کارهایی که به لحاظ اخلاقی نارواست یا به خاطر مقاومت نکردن در برابر تصمیمات ناروا، شایسته سرزنش‌اند. حالا فرض کنید که همین آدم‌ها در سال ۱۹۲۹، به کشور دیگری مهاجرت کرده بودند که به دور از جنگ و مجریان آن قرار داشت. کاملاً محتمل بود که این افراد زندگی متفاوت و شاید بسیار اخلاق‌گرایانه‌ای را دنبال می‌کردند. به عبارتی، شانس حاصل از محیطی که در آن قرار داشته‌اند، بر روی رفتارهای آن‌ها و نحوه عملکردشان اثر گذاشته‌است و شاید دیگر نتوان آن‌ها را به اندازه قبل سرزنش کرد.

### شانس حاصل از نتیجه
نمونه‌ای دیگر به بحث شانس اخلاقی به نتیجه کارها بازمی‌گردد: فرض کنید که دو نفر، هر دو به گونه‌ای رفتار می‌کنند که به لحاظ اخلاقی، سزاوار نکوهش هستند؛ مثلاً هر دو، بی‌دقت رانندگی می‌کنند. اما در نهایت، هر کدام نتیجهٔ متفاوتی می‌گیرد و میزان متفاوتی از خسارت را به بار می‌آورد. یکی از مسیر منحرف شده و یک عابر پیاده را زیر می‌گیرد، در حالی‌که دیگری، چنین اتفاقی برایش نمی‌افتد. این‌که یکی از رانندگان کسی را به قتل رسانده و دیگری نه، جزو رفتارهای ارادی رانندگان نبوده‌است، اما بیشتر ناظران، راننده‌ای را که یک نفر را به قتل رسانده، بیشتر مورد سرزنش قرار می‌دهند.

### شانس حاصل از ترکیب
تصمیم‌های اخلاقی ما، تحت تأثیر باورهای اخلاقی ما و به عبارتی دقیق‌تر تحت تأثیر شخصیت‌مان قرار دارد. به سختی قابل انکار است که آموزش، تربیت، ژن‌ها و سایر عوامل غیرقابل کنترل از این دست، بر شکل‌گیری شخصیت ما اثر گذاشته‌اند. حال فرد ممکن است به خاطر یک خصیصه اخلاقی همچون خودخواهی مورد ملامت قرار بگیرد، در حالیکه این خصیصه خود می‌توانسته ناشی از عوامل غیرقابل کنترلی همچون ژنتیک بوده باشد.

### شانس حاصل از علیت
مورد آخر که کمتر از همه توسط نیگل، مورد بررسی قرار گرفته‌است، شانس حاصل از علیت است. در این حالت، گفته می‌شود که اگر رفتارهای فرد، تابع علیت باشند و او دارای اختیار برای انجام دادن آن‌ها نباشد، آن‌گاه نمی‌توان آن‌ها را مورد سرزنش قرار داد.
دانا نلکین از این دسته چهارم انتقاد کرده و معتقد است که به سختی می‌توان آن را گزینه‌ای مجزا از دسته سوم دانست.

## پاسخ‌ها به مسئله شانس اخلاقی
دو راهکار کلی و مهم برای پاسخ‌گویی به مسئله شانس اخلاقی وجود دارد:
1. شانس اخلاقی وجود ندارد و مثال‌هایی که برای آن زده می‌شود، با وجود شهودی بودن، هر کدام به دلیلی نادرست‌اند.
2. شانس اخلاقی وجود دارد اما «اصل کنترل» اشتباه است. وجود شانس اخلاقی، در تضاد با قضاوت‌های اخلاقی ما قرار ندارد.

هر کدام از این دو راهکار طرفداران و مخالفان خود را دارند و استدلال‌های متعددی در دفاع و رد هر کدام آورده شده‌است.